# Adam Eriksen
Adam Eriksen var en norsk regissör och manusförfattare. År 1912 regisserade han och skrev manus till filmen Anny – en gatepiges roman som också blev hans enda film.

## Filmografi
- 1912 – Anny – en gatepiges roman